# ヴェネツィア (漫画)
『ヴェネツィア』（仏: Venise）は、日本国の漫画家、 谷口ジローの漫画作品である。

## 概説
ルイ・ヴィトンは、著名な芸術家による旅行記「トラベルブック」シリーズを発行してい、その5巻目を谷口ジローに依頼することにした。ルイ・ヴィトンは、その「旅行地」についてパリとベネチアを提示したが、谷口ジローは特に選択せず、ルイ・ヴィトンの判断でベネチアに決まった。谷口ジローは、取材のためにベネチアに10日余り滞在した。専ら、観光客があまり訪れない場所からの風景を探したという。制作には18か月が費やされた。ルイ・ヴィトンは2014年に、通常版及び国立印刷局で印刷し谷口ジロ―自らが署名した限定版50部を刊行した。

## あらすじ
ベネチアを訪れた日本人青年が、当地で画家をしていた祖父の足跡をたどる。

## 書誌情報
ルイ・ヴィトンは、一冊に他言語を併記する仕様で刊行した。ほかに、各国の出版社により日本語、フランス語、イタリア語、スペイン語及びドイツ語に翻訳された。
フランス語
ルイ・ヴィトン版は、フランス語の他に日本語、英語及びイタリア語が併記されている。
- Venise. Louis Vuitton Travel Book (Édition d'artiste ed.). Louis Vuitton. (2014-05-06)[10]
- Venise. Louis Vuitton Travel Book. Louis Vuitton. (2014-05-06). ISBN 978-2-36983-022-1[9][13]
- Venise. Éditions Casterman. (2017-11-29). ISBN 978-2-203-13690-8[14]

日本語
- 『ヴェネツィア』双葉社、2016年11月22日。ISBN 978-4-575-31193-8。[15]

ドイツ語
- Venedig. CARLSEN Verlag. (2017-03-28). ISBN 978-3-551-74419-7[16]

イタリア語
- Venezia. Rizzoli Lizard. (2017-11-23). ISBN 978-88-1709581-5[17]

英語
- Venecia. Ponent Mon. (2017). ISBN 978-1-912097-00-5[18]

スペイン語
- Venice. Ponent Mon. (2017). ISBN 978-1-912097-04-3[19]

## 脚註

### 註釈
1. ↑  イタリア共和国ベネト州の州都「Venezia」について、日本国政府、日本放送協会、朝日新聞社並びにJTBは、「ベネチア」と邦訳している[2][3][4][5]。